# Dente do siso
Os terceiros molares (conhecidos popularmente como dentes do siso ou dentes do juízo) são os últimos dentes a se desenvolver no ser humano. Em sua maior parte cada pessoa tem quatro sisos, um em cada canto da boca. Normalmente desenvolvem-se entre os 17 e os 20 anos. Em alguns lugares do Brasil, especialmente na Região Nordeste, é comum chamá-lo dente queiro. Por fim, também pode ser denominados dentes serotinos (do latim serotĭnu, «que vem tarde»).

## Vestigialidade
Os dentes do siso são terceiros molares vestigiais que ajudaram os ancestrais humanos a moer tecidos vegetais. Pensa-se que os crânios de ancestrais humanos tenham mandíbulas maiores com mais dentes, o que possivelmente ajudou a mastigar folhagem para compensar a falta de capacidade de digerir eficientemente a celulose que compõe a parede celular da planta. Após o advento da agricultura, há mais de 10 mil anos, dietas humanas macias e pastosas se tornaram a norma, incluindo carboidratos e alimentos de alta energia. Tais dietas geralmente resultam em mandíbulas com crescimento menos avantajado em relação as mandíbulas dos ancestrais humanos paleolíticos e não há espaço suficiente para os dentes do siso.

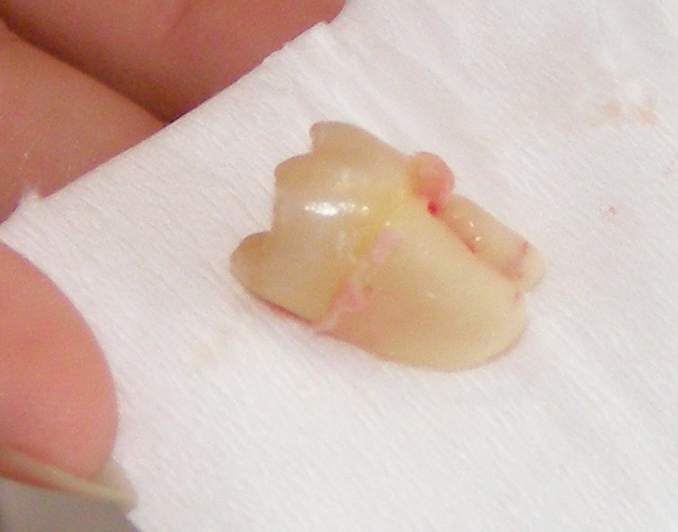
Um dente do siso extraído

## Função
A função do dente do siso era ajudar na mastigação de raízes, nozes e carnes cruas. Porém devido ao menor desenvolvimento dos maxilares devido a uma dieta contemporânea cada vez mais pastosa, os terceiros molares acabam não encontrando espaço na arcada dentária para crescerem normalmente, ocasionando um apinhamento dos demais dentes, sendo então, muitas vezes, recomendada a sua extração. Porém, ainda que seja um órgão vestigial, o dente do siso pode ocupar o espaço deixado na arcada dentária em caso de perda de algum dos dentes molares.

## Classificações

### Classificação de Winter
Em 1926, Winter classificou os terceiros molares incluso, baseando-se na angulação do longo eixo do dente incluso em relação ao longo eixo do segundo molar, desta forma, temos:
- Inclusão vertical;
- Inclusão mesioangulado;
- Inclusão distoangulado;
- Inclusão horizontal;
- Inclusão invertida;
- Inclusão vestibuloangular;
- Inclusão lingoangular;
- Inclusão lingual total;
- Inclusão exepcional - fora do processo alveolar.

### Classificação de Pell e Gregory
Em 1933, Pell e Gregory classificaram os terceiros molares inferiores de acordo com a relação do dente incluso com a borda anterior do ramo ascendente mandibular e com o plano oclusal em:
- Classe 1 - o diâmetro mesiodistal da coroa está completamente à frente da borda anterior do ramo mandibular.
- Classe 2 - o diâmetro mesiodistal da coroa está cerca de sua metade coberta pelo ramo mandibular.
- Classe 3 - o diâmetro mesiodistal da coroa está localizado completamente dentro do ramo mandibular.
- Posição A - a face oclusal do dente incluso está quase ou no mesmo nível do plano oclusal do segundo molar.
- Posição B - a superfície oclusal do dente incluso está entre o plano oclusal e a linha cervical do segundo molar.
- Posição C - a superfície oclusal da dente incluso está abaixo da linha cervical do segundo molar.